# Абрикос обыкновенный
Абрико́с обыкнове́нный (лат. Prúnus armeníaca) — плодовое дерево, вид из секции Абрикос (Armeniaca) рода Слива (Prunus) семейства Розовые (Rosaceae).
Абрикосом также называют плоды абрикоса обыкновенного и других видов абрикоса, из которых производят несколько видов сухофруктов, прежде всего — кайсу, курагу, а также урюк.

## Этимология
Название «абрикос» заимствовано в русский язык из голландского (нидерландского) в XVIII веке; нидерл. abrikoos через французское или испанское посредство (фр. abricot, исп. albercoque, albaricoque) происходит от арабского al-birquq. В арабский язык данное слово через ср.-греч. πρεκόκκια проникло из латыни, а лат. praecox ‘скороспелый’ состоит из приставки prae- ‘наперёд, прежде’ и глагольной основы coquere ‘делать готовым’. Применительно к абрикосу слово praecoqua использовал Плиний в своей «Естественной истории», обозначая отличие абрикоса («раннего плода») от персика («позднего плода»).
Латинское видовое название было впервые введено в 1700 году французским ботаником де Турнефором в форме лат. Armeniaca. Линней в 1737 году назвал абрикос лат. Prunus foliis ovato-cordatis, но учёл название, данное де Турнефором, указав в качестве синонимов лат. Malus armeniaca и лат. Armeniaca malus.

## Ботаническое описание

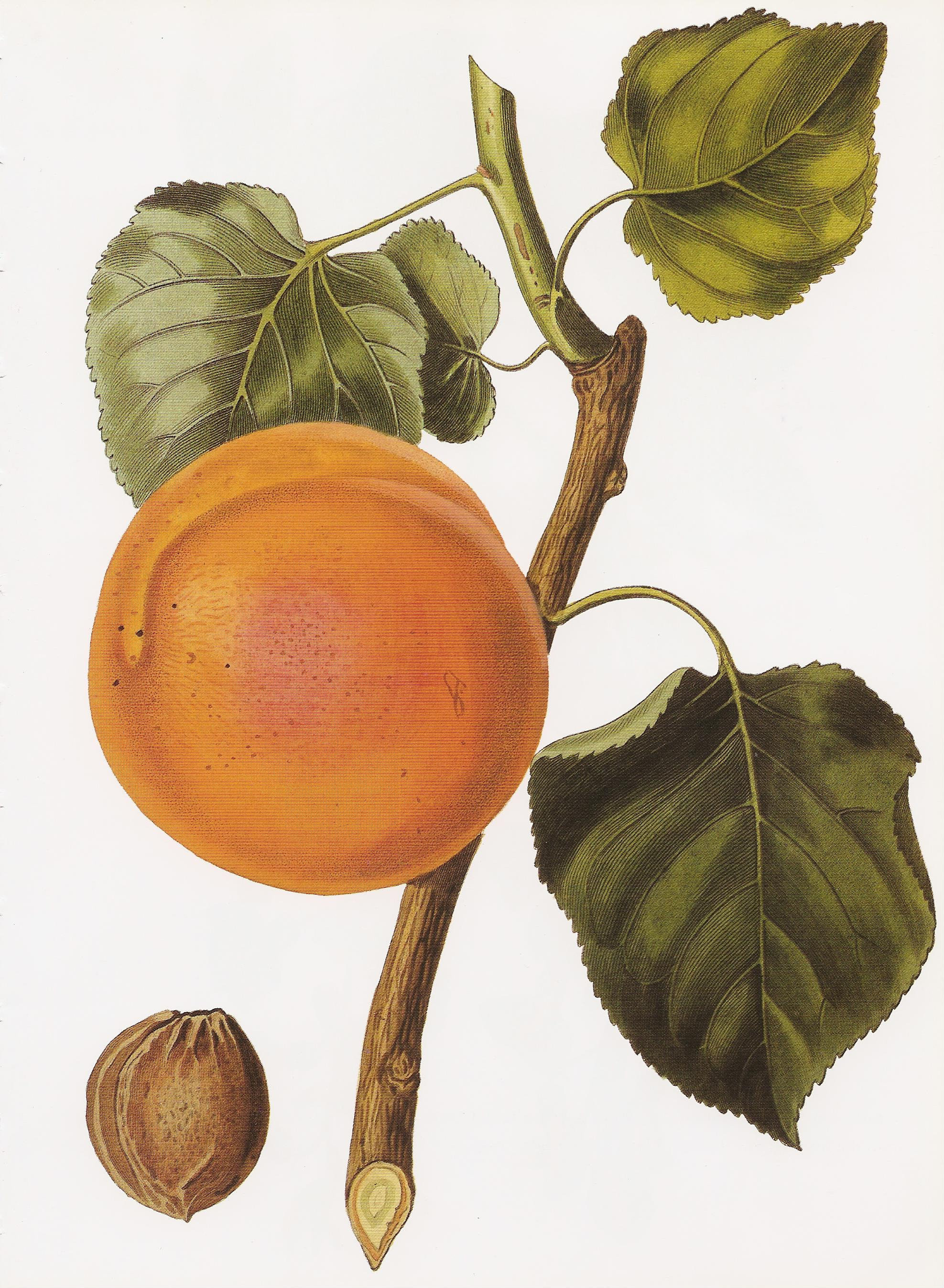
Абрикос обыкновенный. Ботаническая иллюстрация.
Гравюра, раскрашенная от руки, по рисунку Августы Иннес Уитерс (Augusta Innes Withers, 1792—1869), из первого тома журнала Джона Линдли Pomological Magazine

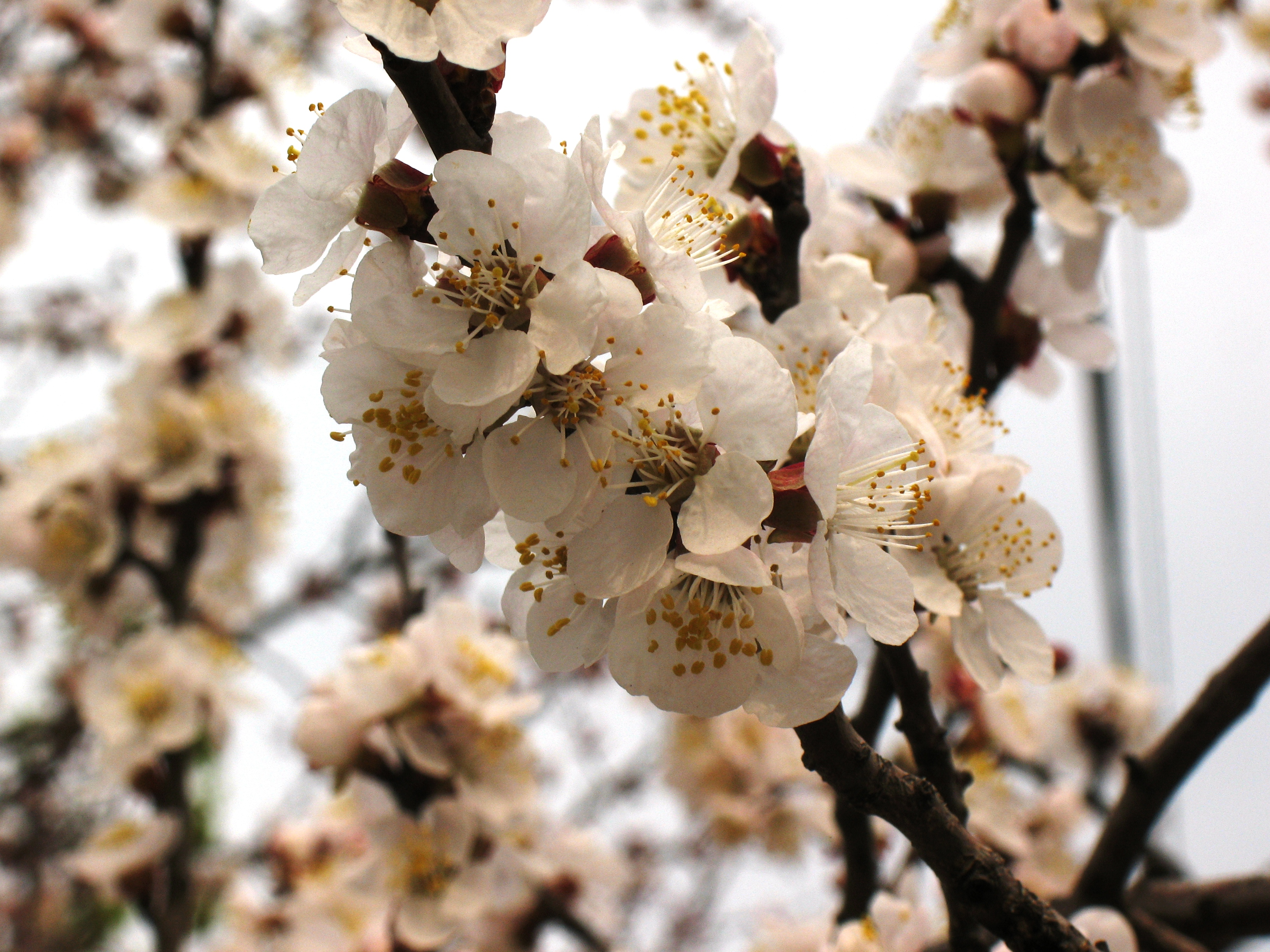
Цветение Абрикоса обыкновенного. Харьков

Листопадное дерево средней высоты (5—8 м) и окружности кроны. Кора на старых стволах серо-бурая, продольно растрескивающаяся.
Молодые побеги блестящие, голые, красновато-коричневые, с многочисленными мелкими чечевичками.
Листья очерёдные, черешковые, округлые, яйцевидные, на верхушке оттянутые, мелкозубчатые или удвоенно-зубчатые; 6—9 см длиной. Черешки тонкие, желобчатые, с желёзками при основании пластинки.
Цветки одиночные сидячие или на очень коротких цветоножках, 25—30 мм в диаметре, пятимерные. Гипантий цилиндрический, зеленовато-красный с пятью овальными, тёмно-красными, при цветении отгибающимися вниз чашелистиками. Лепестки белые с розовыми прожилками или розовые, округлые, эллиптические или обратнояйцевидные. Тычинок 25—45. Гинецей один, сидящий на дне гипантия. Цветки распускаются до появления листьев. Цветёт в марте — апреле.
Плоды — сочные однокостянки желтовато-красного («абрикосового») цвета, в очертании округлые, эллиптические или обратнояйцевидные, с продольной бороздкой. Косточка толстостенная, гладкая или шероховатая. Кожица бархатисто-опушённая, от жёлтого до оранжевого цвета, обычно с красноватым односторонним «загаром»; мякоть плода у культивируемых сортов сладкая, сочная или суховатая, у дикорастущих — грубоволокнистая с горьковатым привкусом. Семена плоские, обратнояйцевидные, с плотной светло-коричневой кожурой, горькие или сладкие. Вес плода у дикорастущих форм 3—18 г, у культурных 5—80 г. Вес 1000 «семян» (косточек) 1800—2100 г. Плодоносит в июне — августе.
Дерево абрикоса растёт долго, в тёплом климате до 100 лет; обильное плодоношение начинается с трёх — пяти лет и продолжается до 30-40 лет. Цветочные почки подмерзают при температуре −16… −21 °C. Большинство сортов абрикоса морозостойкие, выдерживают морозы до −25 °C, а более стойкие до −30 °C. Деревья устойчивы к засухе (за счёт глубокого проникновения корней), их можно выращивать в жарких регионах с минимальным количеством осадков.

## Распространение и экология
В диком виде абрикос обыкновенный сохранился лишь в Гималаях, на Тянь-Шане и в западной части Северного Кавказа. Абрикос обыкновенный издавна возделывается во многих странах тёплого умеренного климата.
В России абрикос обыкновенный широко разводится на Кавказе и в южных районах европейской части.
В южных районах Приморья на Дальнем Востоке России, в Китае, на полуострове Корея и на Японских островах встречается стойкая к болезням культурная разновидность абрикоса —
Абрикос ансу (Prunus armeniaca var. ansu Maxim.) [syn.  Armeniaca ansu (Maxim.) Kostina], небольшое дерево или кустарник, обильно плодоносящий маловкусными плодами.
В диком виде на территории России произрастают близкородственные виды абрикос сибирский и абрикос маньчжурский. Абрикос сибирский, самый морозостойкий из абрикосов, распространён в Восточной Сибири, растёт в диком состоянии в горах Даурии; это дерево высотой до трёх метров. Абрикос маньчжурский в пределах России встречается редко, лишь на юге Приморского края на сухих склонах сопок; высота дерева 5—15 метров, плоды сочные, используются для переработки. Этот вид абрикоса является родоначальником ряда зимостойких сортов.

## История

### Происхождение и распространение
В современной научной литературе выделяют от трёх до шести возможных центров происхождения абрикоса. Среди них наиболее вероятным первичным центром считается район Тянь-Шаня в Китае. К примеру, абрикос упоминается в сочинениях китайского императора Ю за 2198 лет до новой эры. В то же время отмечается, что однозначных доказательств в пользу китайской версии по-прежнему не хватает. В прошлом родиной абрикоса нередко считали Армению, что связано с историей проникновения абрикоса из Азии в Европу. Биолог де Пёрдерле (фр. De Poerderlé) писал в XVIII веке: «Название этого дерева происходит из Армении, азиатской провинции, где оно появилось и откуда было привезено в Европу…». В XIX веке считалось, что абрикос был завезён из Армении в Грецию Александром Македонским, а из Греции попал в Италию. Однако эта версия не подтверждается римскими и греческими письменными источниками того времени: абрикос в них не упоминается. В то же время абрикос упоминается в источниках I века, что может свидетельствовать о попадании абрикоса в Италию в I веке до н. э., после римско-парфянских войн. Плиний, Диоскорид и Колумелла называют абрикос «армянским яблоком» (лат. Mela armeniaca, лат. pomum armeniacum), что позволяет предположить, что абрикос был завезён в Рим из Армении или армянскими купцами. Подобные названия абрикоса встречаются и в других языках, например арам. hazzura armenaja или араб. tuffah al-armani («армянское яблоко»), аккад. armanum, итал. armellino. Ибн аль-Факих в своей «Книге стран» упоминает абрикос под его армянским именем «тирян» и называет его «плодом Армении». В то же время абрикос выращивался повсюду в Азии, и трудно указать точно, откуда именно абрикос попал в Европу.
В Россию абрикос обыкновенный попал с Запада в XVII веке, однако на Кавказ и в Крым он попал напрямую с Ближнего и Среднего Востока. Украинское название абрикоса — «жердель» — указывает на прямое проникновение из Персии.

### Абрикос в Армении

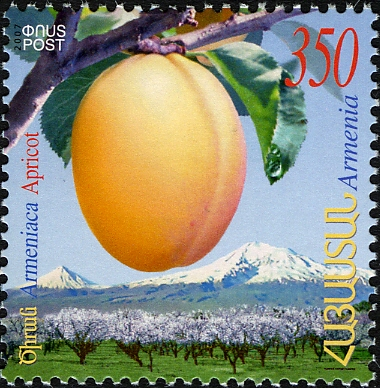
Почтовая марка Армении с изображением Prunus armeniaca

Абрикос обыкновенный выращивается в Армении с древних времён и занимает особое место в национальной культуре, почитаясь как один из национальных символов.

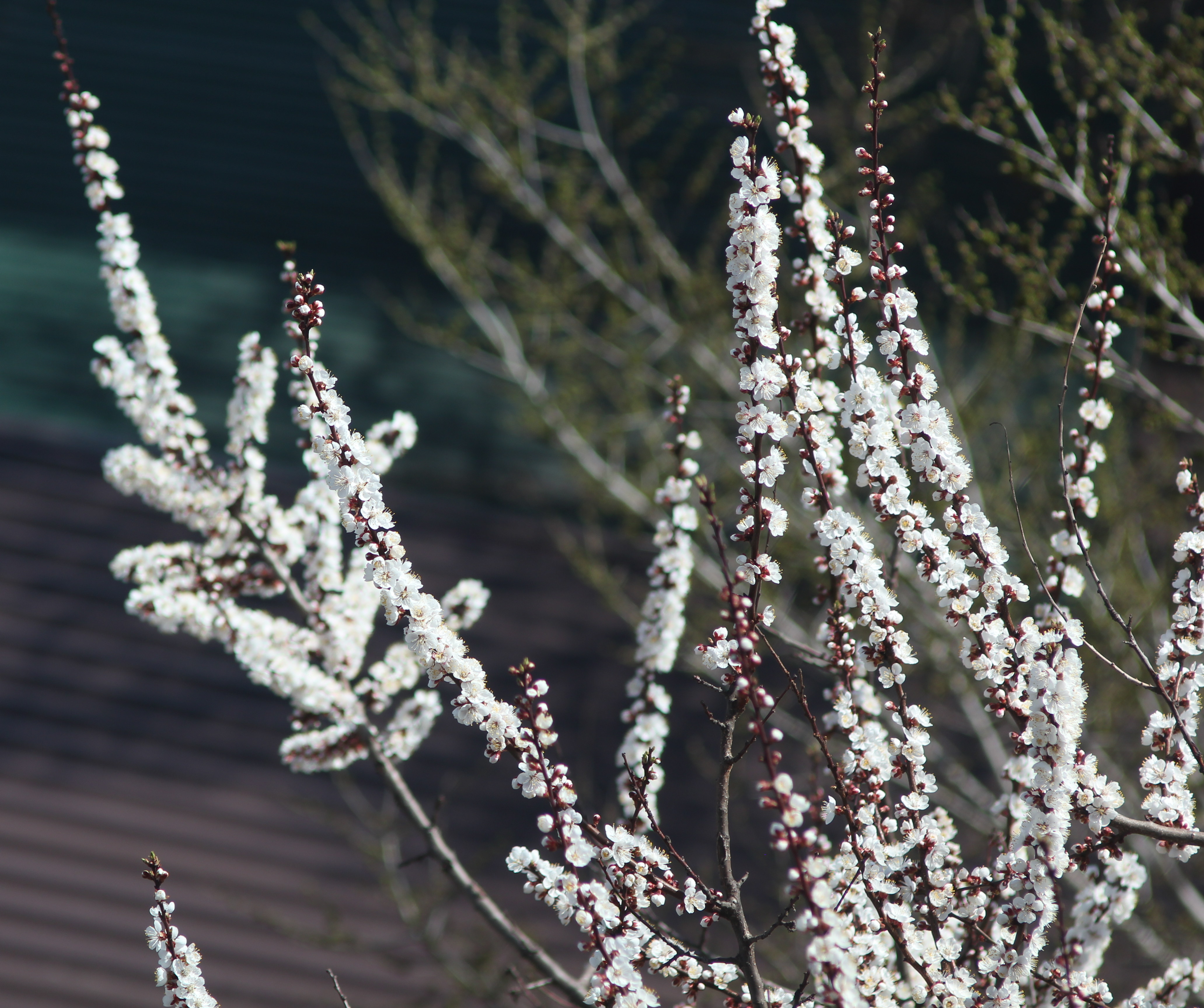
Цветение абрикоса обыкновенного в Запорожье

Некоторые учёные считают абрикос в Армении аборигенным растением. Согласно обзору Фауста, Г. С. Есаян в 1977 году обосновал это мнение долгой историей выращивания абрикоса в Армении, особенно в районе Еревана. Семена абрикоса, датированные примерно 3000 г. до н. э., были обнаружены в Шенгавите и Гарни, однако по мнению Аракеляна, плод, давший эти семена, был, скорее, привезён в Армению, нежели выращен там. Фауст приводит сведения, что Декандоль в 1886 году, производя обзор имевшихся сведений о диком абрикосе в Армении, установил, что ряд квалифицированных путешественников не обнаружили там дикий абрикос. Найденные абрикосы были выращенными или одичавшими. На основе этой информации Декандоль сделал вывод, что Армения не является родиной абрикоса. Однако ряд более поздних источников сообщает о произрастании дикого абрикоса на территории Армении. Э. С. Морикян (Армянский НИИ виноградарства, виноделия и плодоводства) выступал с докладом на V, VI и VII International Symposium on Apricot Culture and Decline (1981, 1983), где отмечал, что абрикос на территории Армении выращивается с 4-го тысячелетия до н. э. (когда не существовало торговых связей с Китаем), что подтверждается раскопками 1964 и 1967 гг. В то же время отмечается, что о раннем этапе одомашнивания абрикоса в Армении известно очень мало.

### Абрикос в Кыргызстане

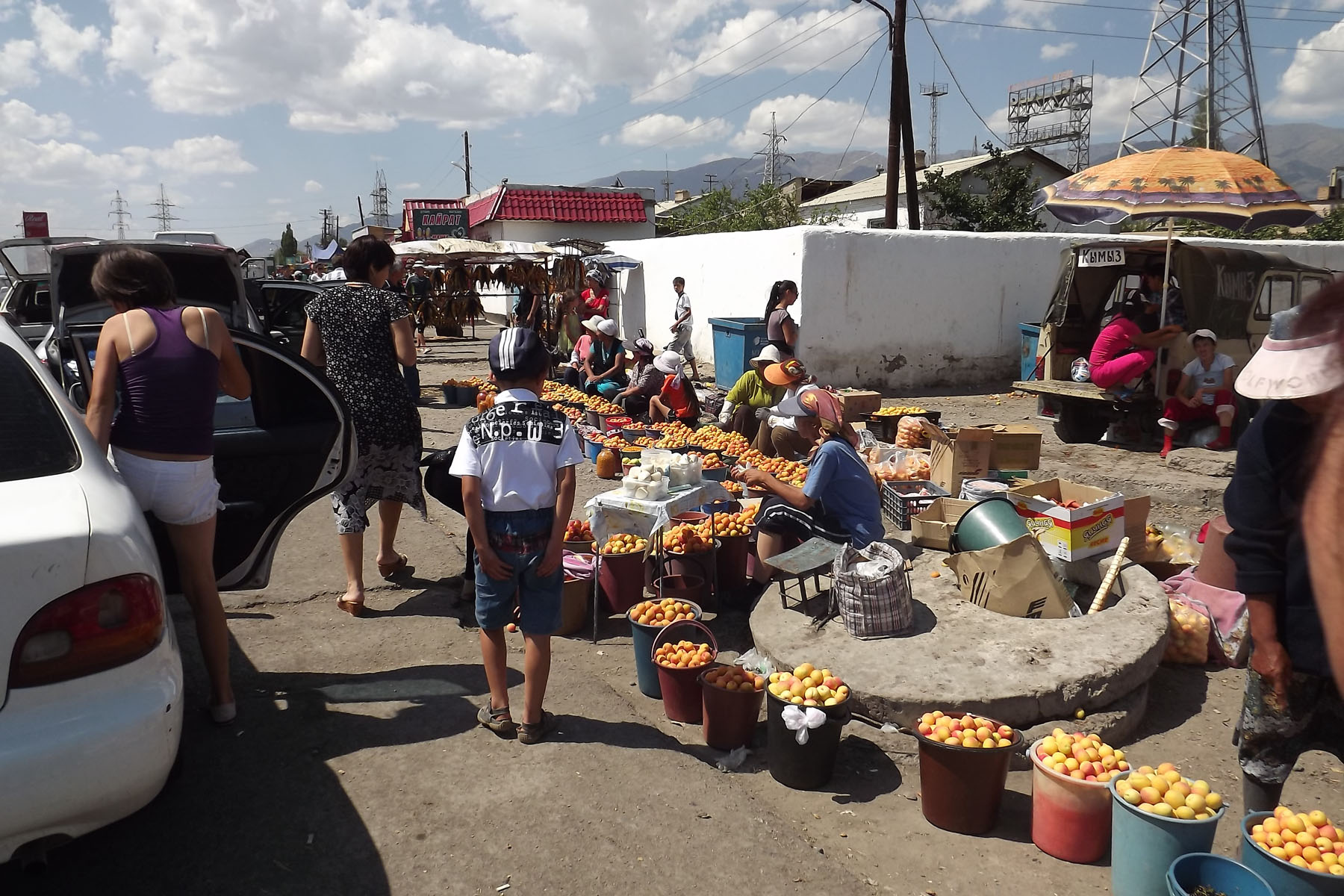
Придорожная торговля абрикосами в Иссык-Кульской области

Абрикос обыкновенный распространён в странах Средней Азии повсеместно. Один из главных центров культивирования абрикоса — Баткенская область Кыргызстана. Выращивание и переработка абрикосов в сухофрукты составляет главную статью доходов фермеров этой области. Свежие абрикосы в больших объёмах поставляет Иссык-Кульская область.

## Хозяйственное значение и применение

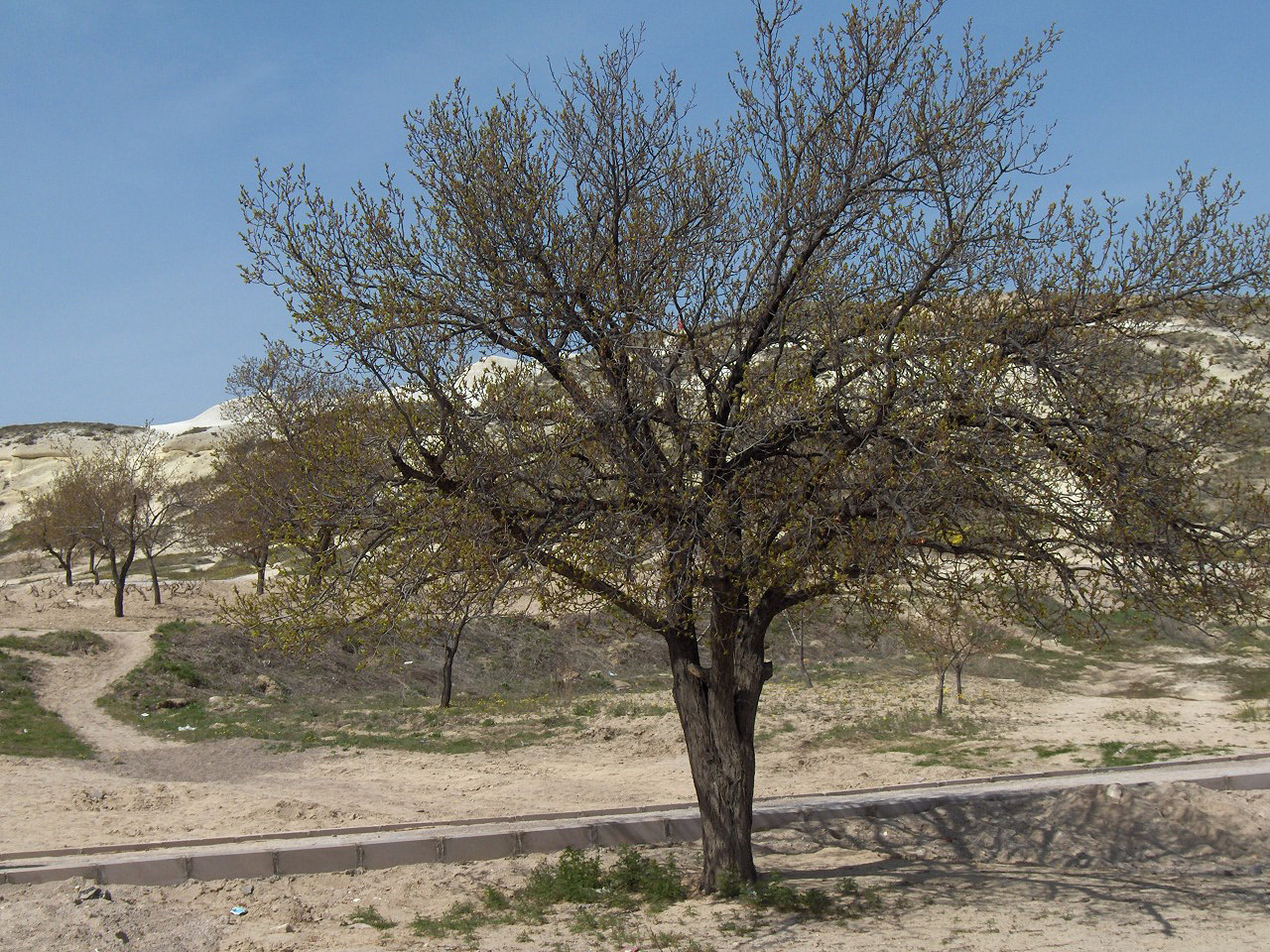
Абрикосовое дерево в центральной Каппадокии, Турция

Плоды абрикосов употребляются как в свежем, так и в сушёном виде (урюк (каз. өрік /ʷøˈryk/) (с косточкой), кайса, курага, аштак, пастила). Плоды абрикоса полезны при малокровии, а также для поддержания солевого баланса при заболеваниях сердечно-сосудистой системы. Больным сахарным диабетом следует ограничивать употребление абрикосов из-за высокого содержания в них сахара.
Из абрикосов приготовляют абрикосовую водку, причём сок абрикосов подвергается брожению и потом перегонке.
Семена («косточки») абрикоса, особенно сортов, имеющих малосочный околоплодник, содержат до 0,17 % глюкозида амигдалина и до 0,011 % синильной кислоты; они были допущены Государственной фармакопеей СССР (VIII издание) для замены горького миндаля.
Семена негорьких сортов употребляются в пищу подобно миндалю, а посредством выжимания из них получают молочко (фр. Huille de marmotte). В семенах абрикоса содержится от 35 до 50 % жирного масла, называемого абрикосовым, которое по химическому составу близко к персиковому и допущено Государственной фармакопеей при использовании для лечебных целей в качестве растворителя некоторых лекарственных веществ (например, камфоры) для приготовления инъекционных растворов и как основа для жидких мазей.
Мякоть и косточки абрикосов используются при изготовлении косметических средств для сухой кожи, средствах для предотвращения старения, в питательных и увлажняющих масках, в средствах для ухода за волосами. Обозначения согласно международной классификации (INCI): Prunus Armeniaca Kernel Oil, Prunus Armeniaca Seed Powder, Prunus Armeniaca Extract.
Семена горьких сортов используются для приготовления миндальной воды.
Из пережжённых косточек абрикоса делается тушь.
В китайской национальной медицине семена абрикоса применяются в качестве успокаивающего средства при кашле, икоте. В Китае рекомендуют принимать семена абрикоса в сочетании с другими лекарственными растениями при бронхите, трахеите, ларингите, коклюше, а также нефрите.
Выступающие из естественных трещин абрикосовых деревьев натёки засыхают на воздухе, образуя так называемую абрикосовую камедь. Измельчённая в порошок (белого или жёлтого цвета) абрикосовая камедь используется в медицине как полноценный заменитель гуммиарабика. По эмульгирующей способности, стойкости приготовленных на ней масляных эмульсий и вязкости она превосходит гуммиарабик. Употребляют абрикосовую камедь иногда как обволакивающее. В состав камеди входят галактоза (44 %), арабиноза (41 %), глюкуроновая кислота (16,4 %), а также минеральные (2,4 %) и белковые (0,6 %) вещества.
Абрикосы декоративны (отличаются ранним и обильным цветением, красивой осенней листвой) и используются в озеленении. Применяются они в полезащите в составе лесных полос.
Древесина абрикосового дерева используется народами Кавказа для изготовления музыкальных инструментов, таких как армянский дудук, балабан, шви, зурна и др.
С 2011 года заготовка древесины абрикоса в России запрещена.

### Состав плодов

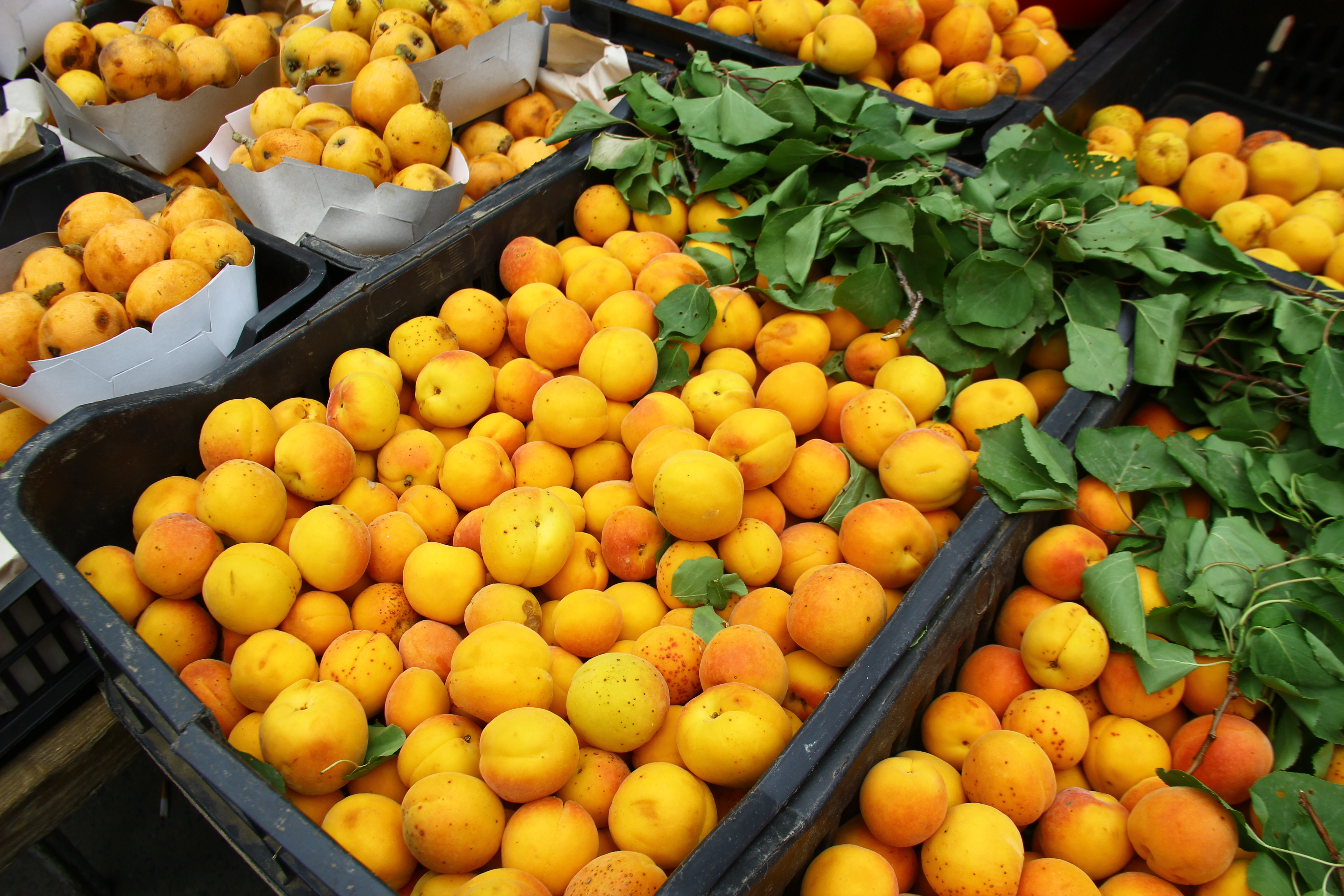
Свежие плоды абрикоса обыкновенного

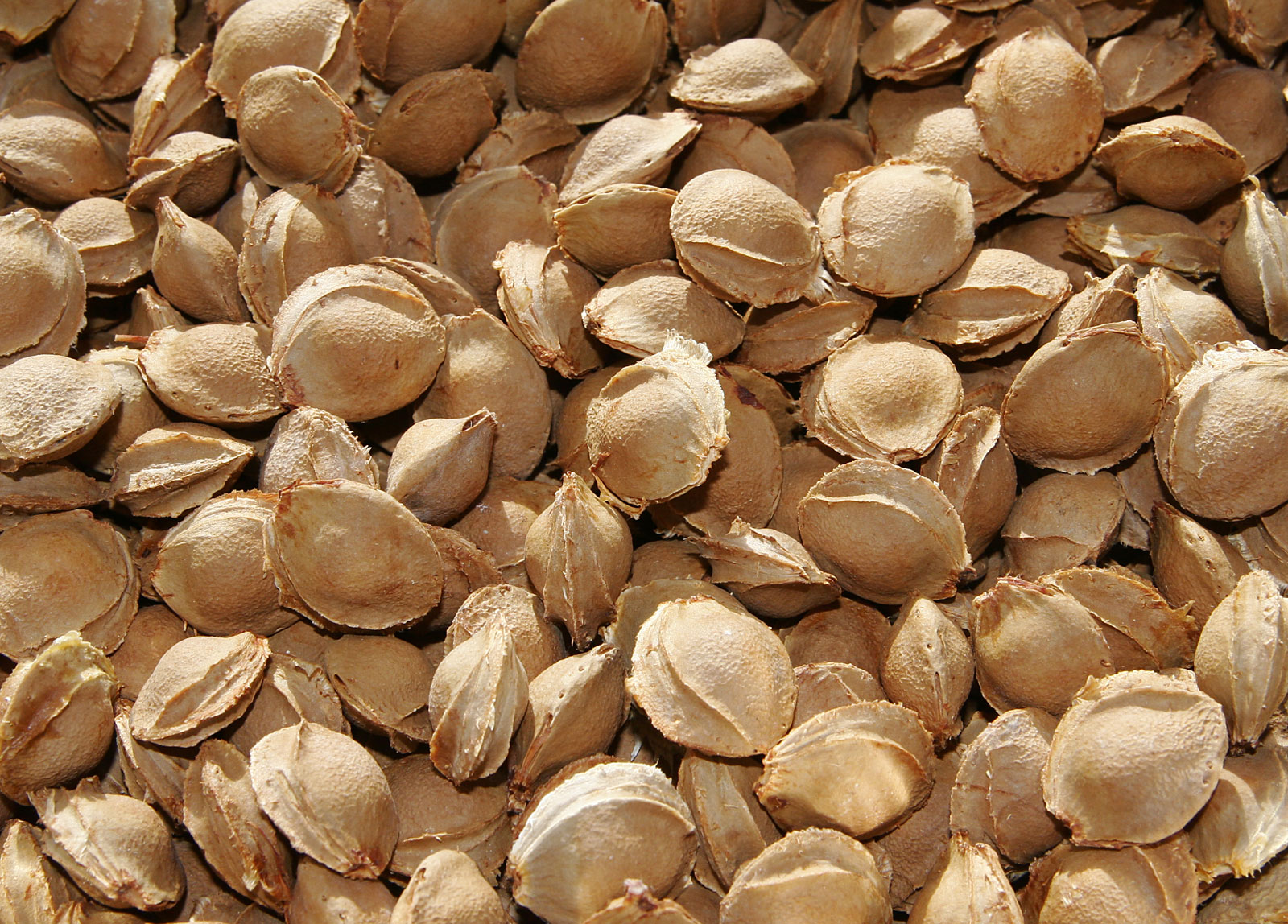
Косточки абрикоса

Мякоть свежих абрикосов содержит от 4,7 до 27 % сахаров (в зрелых плодах преобладает сахароза), небольшое количество декстрина, инулина и крахмала. Содержание клетчатки — 0,8 %, органических кислот — 1,3 %.
В плодах также есть лимонная, яблочная, винная и немного салициловой кислоты, кверцетин, изокверцитрин, ликопин и дубильные вещества (до 1 %). Витамина С в свежих абрикосах немного (10 мг%), имеются витамины Р, В1 и РР, но больше всего каротина (провитамина А) — до 16 мг%. Такого количества каротина нет ни в одном из фруктов, произрастающих в России.
В свежих плодах содержится около 305 мг солей калия (в сушёных — в 5—6 раз больше). Поэтому абрикосы рекомендуют людям с заболеваниями сердечно-сосудистой системы и почек. Имеются также минеральные вещества — калий, магний, фосфор. Микроэлементы представлены солями железа (2,1 мг%) и соединениями иода, которого особенно много в армянских сортах абрикосов.
Однако для лечения и профилактики авитаминоза и гиповитаминоза витамина А при заболеваниях печени и понижении функции щитовидной железы принимать абрикосы не следует, так как содержащийся в абрикосах провитамин А при указанных заболеваниях не усваивается, и поэтому целесообразнее принимать чистый витамин А.
Из других веществ в абрикосах присутствует пектин, обладающий способностью выводить из организма токсические продукты обмена и холестерин. Есть в абрикосах дубильные вещества, придающие плодам некоторую терпкость и вяжущий вкус и крепящие свойства. Сок абрикосов обладает антибиотической активностью, в частности, угнетающе действует на гнилостные бактерии.
В косточках абрикоса содержится от 35 до 60 % невысыхающего жирного масла, по химическому составу близкого персиковому (в состав масла входят олеиновая и линоленовая кислоты). Абрикосовое масло имеет низкую кислотность и небольшую вязкость, его используют в медицине и косметике. В семенах абрикоса содержатся также гликозид амигдалин (до 8,43 %), ферменты эмульсин, лактаза и синильная кислота.

## Производство
| Мировое производство абрикосов по годам (тысяч тонн) | Мировое производство абрикосов по годам (тысяч тонн) |
| ---------------------------------------------------- | ---------------------------------------------------- |
| 1965                                                 | 1362                                                 |
| 1970                                                 | 1630                                                 |
| 1975                                                 | 1546                                                 |
| 1980                                                 | 1734                                                 |
| 1985                                                 | 2029                                                 |
| 1990                                                 | 2189                                                 |
| 1995                                                 | 2104                                                 |
| 2000                                                 | 2922                                                 |
| 2005                                                 | 3551                                                 |
| 2010                                                 | 3305                                                 |
| 2015                                                 | 3963                                                 |
| 2017                                                 | 4257                                                 |

| Турция     | 202 | 281 | 894 | 696 | 750 | 833.398 | 803.000 |
| Узбекистан | н/д | 55  | 170 | 606 | 494 | 529.109 | 451.262 |
| Иран       | 100 | 193 | 275 | 241 | 342 | 334.408 | 305.932 |
| Италия     | 195 | 104 | 232 | 217 | 229 | 173.380 | 230.080 |
| Алжир      | 42  | 41  | 145 | 293 | 242 | 187.273 | 203.916 |
| Пакистан   | 53  | 190 | 197 | 172 | 128 | 97.045  | 174.546 |
| Афганистан | 40  | 37  | 49  | 87  | 109 | 131.788 | 170.508 |
| Франция    |     | 110 | 162 | 159 | 115 | 85.830  | 128.080 |
| Армения    | н/д | 17  | 112 | 116 | 104 | 53.191  | 113.572 |
| Греция     | 131 | 42  | 73  | 94  | 109 | 125.640 | 112.230 |
| Япония     | н/д | н/д | 123 | 97  | 112 | 71.100  | 96.600  |
| Россия     |     | 40  | 72  | 60  | 66  | 72.800  | 84.900  |
| Испания    | 150 | 138 | 137 | 153 | 176 | 128.700 | 80.870  |
| Египет     | 23  | 54  | 73  | 94  | 94  | 84.135  | 71.979  |
| Марокко    | 73  | 78  | 103 | 103 | 102 | 93.008  | 68.001  |
| Сирия      |     |     |     |     |     |         | 57.779  |
| Китай      | н/д | 48  | 91  | 87  | 53  | 53.121  | 53.325  |
| Украина    |     | 97  | 94  | 65  | 112 | 69.480  | 49.710  |

## Агротехника

### Селекция абрикоса
Селекционная работа по созданию зимостойких форм абрикоса в средней полосе России была начата ещё И. В. Мичуриным в конце XIX столетия. В XX веке её продолжили селекционеры М. М. Ульянищев, Х. К. Еникеева, А. Н. Веньяминов в Воронежской области. Эти селекционеры проводили работу в двух направлениях: 
1) посев семян случайных абрикосов Воронежской области и мичуринских сортов от свободного опыления; 
2) скрещивание полученных растений с сортами европейской и среднеазиатской эколого-географических групп. Таким образом были получены известные сорта 'Триумф Северный', 'Десертный', 'Успех', 'Воронежский Ранний' и многие другие, отличающиеся высокими качествами плодов и относительной зимостойкостью.
Профессор А. К. Скворцов работал в Московской области. Главной целью его работы было не получение сортов, а создание возможно более обширной, генетически разнообразной популяции. Достаточно большая культурная популяция, содержащая практически весь генофонд индивидуальной изменчивости вида, способна не только выживать в новых условиях, но и легко сдвигаться естественным отбором, повышая свою адаптацию в данной местности. Создание культурной популяции абрикоса в Москве было начато в ботаническом саду МГУ в 1957 г., а с 1973 г. продолжено в ГБС РАН. Первоисточниками послужили семена полукультурных абрикосов из климатически разнообразных мест культуры. В первые годы наблюдался выпад растений свыше 90 %; с возрастанием числа генераций эта цифра уменьшалась. Путём смены нескольких поколений деревьев удалось получить отборные формы абрикоса, отличающиеся особой устойчивостью к климату средней полосы России. Наиболее зимостойкие урожайные деревья с плодами хорошего вкуса выделены как сорта и размножаются прививкой. Для удобства работы и описания им даны названия: 'Алёша', 'Лель', 'Царский', 'Айсберг', 'Графиня', 'Зевс', 'Варяг', 'Ураган', 'Гвиани', 'Эдельвейс', 'Водолей' и др. Для сохранения коллекции небольшие абрикосовые сады в настоящее время посажены на территории монастырей Москвы, Подмосковья и Калужской области.
Многие, но не все абрикосы страдают от подопревания коры на штамбах. Основные болезни абрикоса в климате средней полосы России — грибные, главным из которых является клястероспориоз (дырчатая пятнистость), деревья поражаются значительно во влажные годы. С другой стороны, эти деревья избавлены от многих опасных заболеваний абрикоса, распространённых на юге, таких, например, как шарка, возбудители которой не живут в климатическом поясе средней полосы России. Из вредителей наибольший вред наносит тля, которая появляется в июне при жаркой сухой погоде.
Размеры и вес (в основном 15-20 г), привлекательность и вкус плодов абрикосов, выращенных в средней полосе России, уступают таковым характеристикам южных плодов, созревших непосредственно на дереве, что является неизбежным условием существования культуры абрикоса в холодном климате. Однако в переработанном виде (варенья, компоты и т. п.) по богатству вкуса плоды абрикоса, выращенные в средней полосе России, успешно конкурируют с плодами из других регионов. Кроме того, абрикосы, выращенные в средней полосе России, обычно вызревают непосредственно на дереве, поэтому обычно превосходят по вкусовым качествам южные абрикосы, собранные для дальней транспортировки в незрелом виде.

#### Вклад Никитского ботанического сада в селекциюPrunus armeniacaL.
Начиная с 1815 г. Никитский ботанический сад — Национальный научный центр (НБС-ННЦ) является главным учреждением, распространяющим сорта плодовых растений по европейской территории России. В 1880—1888 гг. в НБС-ННЦ лучшие адаптированные сорта были предложены к размножению в питомнике. Среди них было 20 сортов персика, сливы домашней — 15, черешни −13, вишни — 5, абрикоса — 6, яблони — 40 и груши — 80 сортов. В 1920—1930 гг. НБС-ННЦ являлся крупным научно-исследовательским учреждением на юге Украины и России. В связи с этим, вполне закономерно, что именно здесь под руководством И. Н. Рябова выполнялись селекционные программы по косточковым культурам. В 1933—1940 гг. в НБС-ННЦ проводили обширные исследования растений косточковых культур, интродуцированных из Китая, США, Европы, Закавказья, Сирии, Туниса, Средней Азии. Коллекции представлены среднеазиатскими сортами абрикоса: 'Арзами', 'Бадем', 'Байрам Али', 'Белый Сладкий', 'Зард', 'Кали Рахманчи', 'Кеч Пшар', 'Ковак Субханы', 'Самаркандский Ранний', 'Мирсанджали', 'Мервский Урюк', 'Мургаб', 'Муш-Муш', 'Спитак', 'Табарза', 'Туркменский Белый', 'Шалах', 'Ширазский', 'Ширазский Белый'.
А. М. Шолохов, В. М. Горина и Н. Г. Агеева продолжили изучение и расширение коллекций абрикоса путём экспедиционного обследования Кавказского и Среднеазиатского регионов, а также применением экспериментального мутагенеза (Горина В. М.) и отдалённой гибридизации. В результате этой работы созданы 19 новых сорта абрикоса, включённые в Государственный реестр селекционных достижений.

#### Сорта

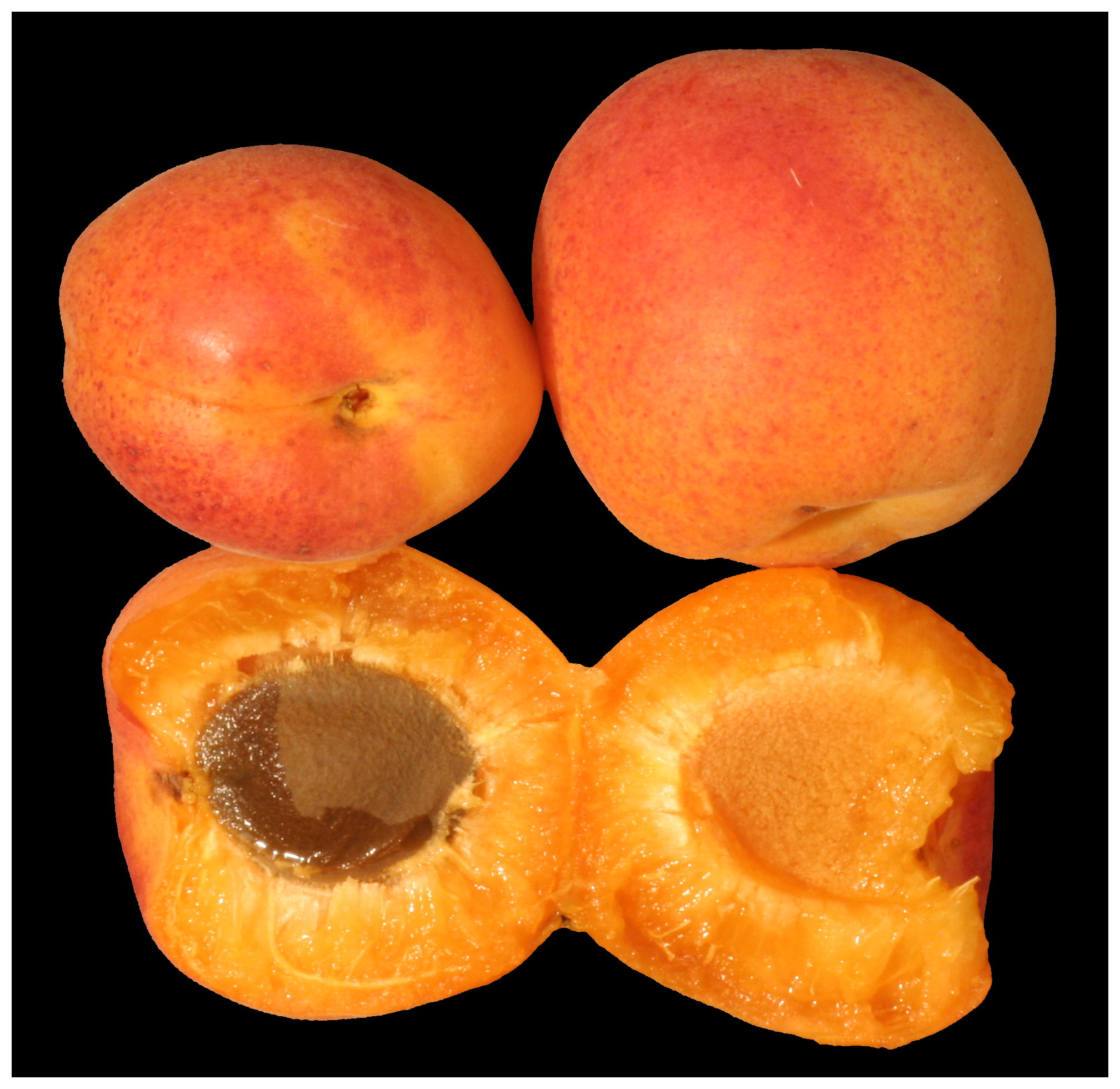
Плоды абрикоса обыкновенного

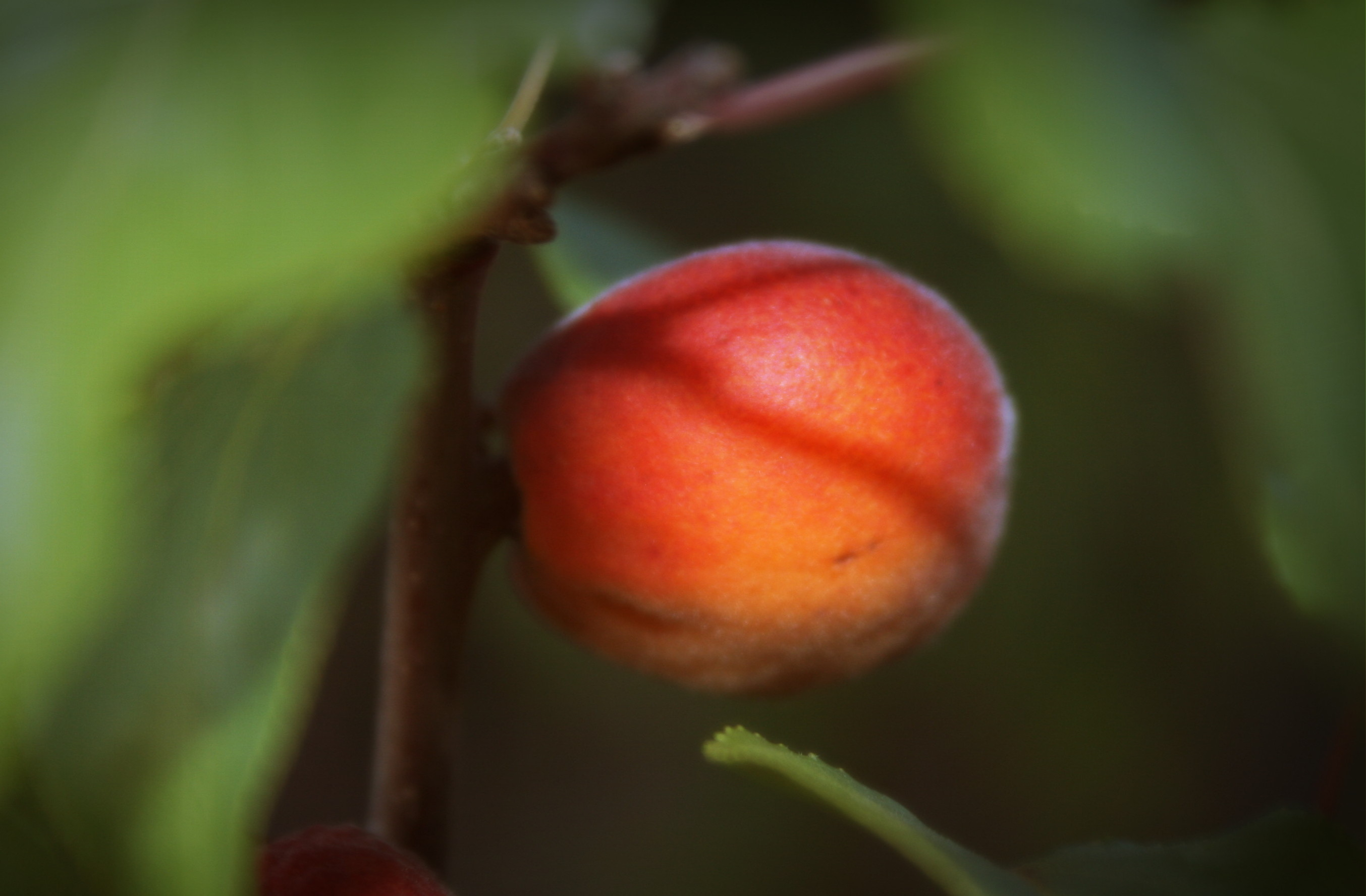
Плод абрикоса сибирского

В культуре как плодовое растение абрикосы выведены из абрикоса обыкновенного (районированы в южных регионах), из абрикоса сибирского и абрикоса маньчжурского (районированы в Сибири и в умеренной климатической зоне России). В Китае и Южных Гималаях культивируется ещё пять видов абрикоса, в том числе абрикос японский, не встречающийся ныне в диком виде.
Существует множество сортов абрикоса обыкновенного. Лучшие сорта выведены в Закавказье, Турции, Иране, Средней Азии. В России 44 сорта, размножаемых семенами и прививкой. Лучшие сорта получаются на Северном Кавказе; со временем культура абрикоса обыкновенного распространяется всё севернее. В южных районах России абрикос используется в полезащитных лесных полосах; применяются, как правило, выращенные из семян абрикосы, вкусовые качества плодов которых ниже вкусовых качеств сортовых абрикосов.
Сорта по данным на 2019 год ФГУ «Государственная комиссия Российской Федерации по испытанию и охране селекционных достижений»:
- Авиатор
- Айсберг
- Академик
- Алёша
- Альтаир
- Альянс
- Амур
- Ананасный Цурупинский
- Ауток
- Буревестник
- Водолей
- Восточно-Сибирский
- Гамлет
- Горный Абакан
- Графиня
- Гритиказ
- Дженгутаевский
- Дивный
- Дионис
- Искорка Тавриды
- Кичигинский
- Кичигинский
- Костинский
- Краснощёкий
- Крокус
- Крымский Амур
- Кубанский Чёрный
- Куйбышевский Юбилейный
- Кунач
- Лель
- Любимый
- Магистр
- Монастырский
- Муса
- Наслаждение
- Орлик Ставрополья
- Орловчанин
- Памяти Агеевой
- Первенец Самары
- Пикантный
- Приусадебный
- Рекламный
- Самарский
- Саратовский Рубин
- Саянский
- Сибиряк Байкалова
- Снежинский
- Солнышко
- Ставропольский Молодёжный
- Сын Краснощёкого
- Тамаша
- Уздень
- Ульяхинский
- Унцикульский Поздний
- Фаворит
- Хабаровский
- Хекобарш
- Хонобах
- Царский
- Челябинский Ранний
- Чёрный Бархат
- Шиндахлан
- Эсделик
- Южанин
- Ялтинец
- Янтарь Поволжья

#### Гибриды
Довольно давно проводится работа по скрещиванию сливы домашней с абрикосом. Гибрид между ними называется плюмкотом, он уже поступил в коммерческое размножение. Поскольку все они созданы на основе японских незимостойких слив, то даже в Краснодарском крае зарубежные плюмкоты чувствуют себя не очень хорошо.
В России скрестили русскую сливу (гибридную алычу) с абрикосом и дали гибриду название плюмкот (гибрид настоящей алычи с абрикосом называется чёрным абрикосом). Плюмкоты достаточно зимостойки, продуктивны, косточка у них полуотделяющаяся, плоды массой около 20 г (на уровне 'Кубанской кометы'). Сейчас получено два новых плюмкота. 'Колибри' ('Мышонок') — очень зимостойкий, карликовый (дерево не вырастает выше 3 м), хорошо черенкуется, плоды высокого качества. 'Плюмкот Кубанский' — сеянец от свободного опыления 'Кубанской Кометы' чёрным абрикосом, зимостойкость у него высокая, дерево слаборослое, раннего срока созревания (раньше, чем 'Колибри'), прекрасно черенкуется. Судя по всему, оба сорта по зимостойкости могут подойти для средней полосы. Испытания этих плюмкотов ещё не завершены.

### Особенности агротехники в средней полосе России
Микроклимат имеет решающее значение для распространения абрикоса обыкновенного в средней полосе России. Посадки деревьев должны быть защищены от северных ветров, находиться на склонах и в местах, куда не стекает холодный воздух, почвы требуются лёгкие, хорошо дренированные.
Абрикос рекомендуется высаживать на хорошо освещённых (особенно в утренние часы) участках сада. Желательно с южной стороны от зданий или заборов, что улучшит их освещённость и обогрев, к тому же такие постройки защитят растения от холодных северных ветров. Деревца высаживают по схеме 6×4 м (6 м оставляют между рядами и 4 — в ряду).
В средней полосе России абрикосовые деревья сильно страдают от подопревания коры основания штамба (у земли), поэтому надо покупать саженцы на штамбообразователях, то есть чтобы абрикос был привит (на высоте 1,2—1,5 м) в ствол высокозимостойких деревьев. Для Подмосковья наиболее зимостойкими, урожайными, устойчивыми к болезням оказались сорта 'Айсберг', 'Алёша', 'Варяг', 'Водолей', 'Графиня', 'Зимостойкий Сусова', 'Лель', 'Царский', 'Чёрный Бархат'.
В лето с тёплой, солнечной, умеренно ветреной погодой абрикосы в средней полосе поражаются болезнями и вредителями значительно меньше, чем традиционные косточковые культуры Центральной России — вишня и слива. В холодную, пасмурную, маловетреную погоду абрикосовые деревья страдают в основном от монилиоза и клястероспориоза. Гибель цветочных почек весной во время цветения, часто случающаяся в южных регионах, в средней полосе России почти не наблюдается, за двадцатилетний период такие случаи отмечены только в отдельных районах с неблагоприятным климатом. В климате средней полосы России ведущим фактором зимостойкости цветочных почек является их обеспеченность питательными веществами. Генеративные почки абрикоса, находящиеся на побегах, рано закончивших рост с хорошо вызревшими тканями, зимуют лучше.
Общие принципы обрезки абрикосовых деревьев такие же, как и всех плодовых: они должны иметь малогабаритную крону высотой и шириной 3—4 м; ветви с углами отхождения (угол между стволом и основанием ветви) меньше 45—50° вырезают на кольцо; ветви переплетающиеся, идущие внутрь кроны, близко расположенные друг к другу вырезают на кольцо или укорачивают. Чтобы абрикосовые деревья зимой не подмерзали, рекомендуется летняя формировка сильных (более 50 см) побегов. В начале августа верхнюю часть (1/3 длины) ещё не одревесневшего мощного побега сгибают (в сторону лучшего освещения) в кольцо или полукольцо (если побег трудно сгибается) и подвязывают проволочкой или шпагатом, которые снимают весной следующего года. С раннего возраста поздней осенью и в начале весны белят штамбы и основные скелетные ветви деревца, добавляя в побелку медный купорос. Раны и морозобоины на стволе в конце апреля — в мае зачищают до живой ткани и замазывают садовым варом или кузбасслаком.
Для более эффективного опыления желательно иметь на участке не менее двух саженцев, а ещё лучше — три-четыре. При беспересадочном выращивании и правильном уходе деревья могут зацвести и на третий-четвёртый год. Цветки появляются до распускания листьев, лепестки у них белые, бело-розовые или розовые, а чашечки — тёмно-розовые. Они источают приятный медовый аромат. Из древесных красивоцветущих пород в одно время с ним цветут миндаль низкий, рододендрон даурский, форзиция.

### Прививка
Окулировку выполняют, в основном, в Т-образный разрез (реже вприклад), весеннюю прививку черенком способами: копулировка, улучшенная копулировка, за кору, в расщеп и другими способами. Окулировка абрикоса в средней полосе России возможна в любое время с конца июня до начала августа. Для успешной приживаемости важна не календарная дата, а погодные условия, благоприятствующие этой операции. Влажная, с дождями, тёплая погода повышает активность ростовых процессов, способствует активации деятельности камбия и хорошему отделению коры, — приживаемость глазков в таких условиях повышается. По весенней ревизии, приживаемость прививок выполненных способом окулировки, в среднем составляла 20—30 %. При весенней прививке черенком, проводимой с апреля по июнь, наибольшая приживаемость черенков наблюдалась в начале мая (70—85 %).
Наиболее качественное срастание наблюдалось у абрикоса с вишней Бессея: наплывы образовывались редко и только при высокой прививке (выше 10—15 см от корневой шейки), прививки на песчаной вишне никогда не отламывались. Абрикос неплохо приживается на сеянцах некоторых местных форм алычи, сливы и терносливы. Однако нередко наблюдаются отломы в месте прививки. Некоторые авторы рекомендуют в качестве подвоев использовать сливы следующих сортов: Евразия 43, 'Тульская Чёрная', 'Скороспелка Красная', '10-3-68' и алычу '13-113'. Сорта 'Лель', 'Айсберг' и 'Графиня' показали лучшую приживаемость на подвоях сливового происхождения, а 'Зевс', 'Царский' и 'Гвиани' предпочитают подвои алычевого происхождения. Абрикос 'Алёша' одинаково хорошо приживается почти на всех подвоях.

## Комментарии
1. ↑  Слово praecoqua — форма женского рода слова praecoquus, которое представляет собой вариант записи слова praecox, имеющего общий род